# Pierre Fugain
Pour les articles homonymes, voir Fugain.
Pierre Fugain, né à La Rochette en Savoie le 29 août 1919 et mort à La Tronche le 17 juillet 2009, est un médecin (il exerça à Voreppe puis à Grenoble) et résistant français.

## Seconde Guerre mondiale
Pierre Fugain a été durant la Seconde Guerre mondiale commandant en second du réseau de renseignement « Reims-Coty » des Forces françaises combattantes (FFC), à Chambéry, puis à Grenoble.
Arrêté par la police de Vichy, en mai 1941, pour diffusion de propagande communiste et incarcéré le 25 juin 1941, en partie au Fort Barraux en Isère, il saisit l'occasion d'une permission accordée lors de la naissance de son fils Michel, le 12 mai 1942, pour s'évader.

## Après-guerre
En 1945, accompagné par deux membres de son réseau Reims-Coty, il part pour l'Italie afin d'y arrêter Guy Eclache (1918-1945), collaborateur grenoblois et milicien,, qu'il retrouve dans la petite bourgade de Caprino Veronese et qu'il ramène à Grenoble pour y être jugé et condamné  à mort. Entre 2006 et 2008, il fait un récit détaillé de sa vie, revenant en détail sur cette épopée lors d'enregistrements vidéos.
Pierre Fugain s'est opposé à la guerre de Corée et d'Indochine et milita pour l'indépendance de l'Algérie notamment en exerçant un soutien actif au Front de libération nationale algérien. Il fut une figure tutélaire de la gauche grenobloise et proche du PS.
Président pour l'Isère de l'Association nationale des anciens combattants et amis de la Résistance (1969-2006) il organisa plusieurs manifestations monstres à Grenoble contre le Front national aux côtés de Denise Meunier sa vice présidente qui lui succédera à la tête de l'ANACR , forçant ainsi l'association à se positionner clairement contre l’extrême droite.
Pierre Fugain est le père du chanteur Michel Fugain et de la médecin phoniatre Claude Fugain.

## Hommages
- Un square porte son nom à Grenoble, le long du boulevard Gambetta, face au quartier rénové de la caserne de Bonne.
- Une école maternelle de Pont-de-Claix a été rebaptisée du nom de Pierre Fugain. Elle s'appelait, auparavant, école Blanche Neige.
- La bibliothèque multimédia de Saint-Martin-le-Vinoux a été baptisée Pierre Fugain.
- Une salle associative à Fontaine porte son nom depuis 2014.
- Un espace public porte son nom à Voreppe (Isère) depuis 2010.

## Distinctions
- Commandeur de la Légion d'honneur[2]
- Médaille de la Résistance française, avec rosette[2]

## Filmographie
- [vidéo][Production de télévision] « [http://<abbr%20class="abbr%20indicateur-format%20format-vidéo"%20title="Vidéo%20au%20format%20mpg,%20avi…">[vidéo]%20%5Bhttps://www.dailymotion.com/video/x4oosoj%20Disponible%5D%20sur%20%5B%5BDailymotion%5D%5D Histoire interdite : nazis français, nazis allemands, de la fuite à la traque] », 2015, Paris, D8 (consulté le 17 octobre 2017)[11]

## Œuvre
- Ici l'ombre, Édition Dauphiné Montagne, Grenoble, 1971, 125 p.